# Hoplobunus barretti
Hoplobunus barretti is een hooiwagen uit de familie Stygnopsidae.